# Avenida 20 de Maio
Die Avenida 20 de Maio ist eine Hauptstraße der osttimoresischen Landeshauptstadt Dili, die südlich des Zentrums durch die Verwaltungsämter Vera Cruz und Nain Feto verläuft. Sie hat eine Länge von etwa 2,6 Kilometern.

## Name
Während der Kolonialzeit trug die Straße den Namen Rua Jacinto Cândido, nach dem portugiesischen Überseeminister Jacinto Cândido. Der westliche Abschnitt bis zur Avenida Mártires da Pátria (damals Estrada de Balide) hieß Rua Dom Luís dos Reis Noronha, nach Luís dos Reis Noronha, dem Liurai von Laclo (vor 1912–1935) und der östliche Abschnitt ab der Rua de Bemori (damals Rua Belarmino Lobo) Rua Cidade de Viana do Castelo nach der portugiesischen Stadt. Der heutige Name bezieht sich auf das Datum der Unabhängigkeit Osttimors, dem 20. Mai 2002.

## Verlauf

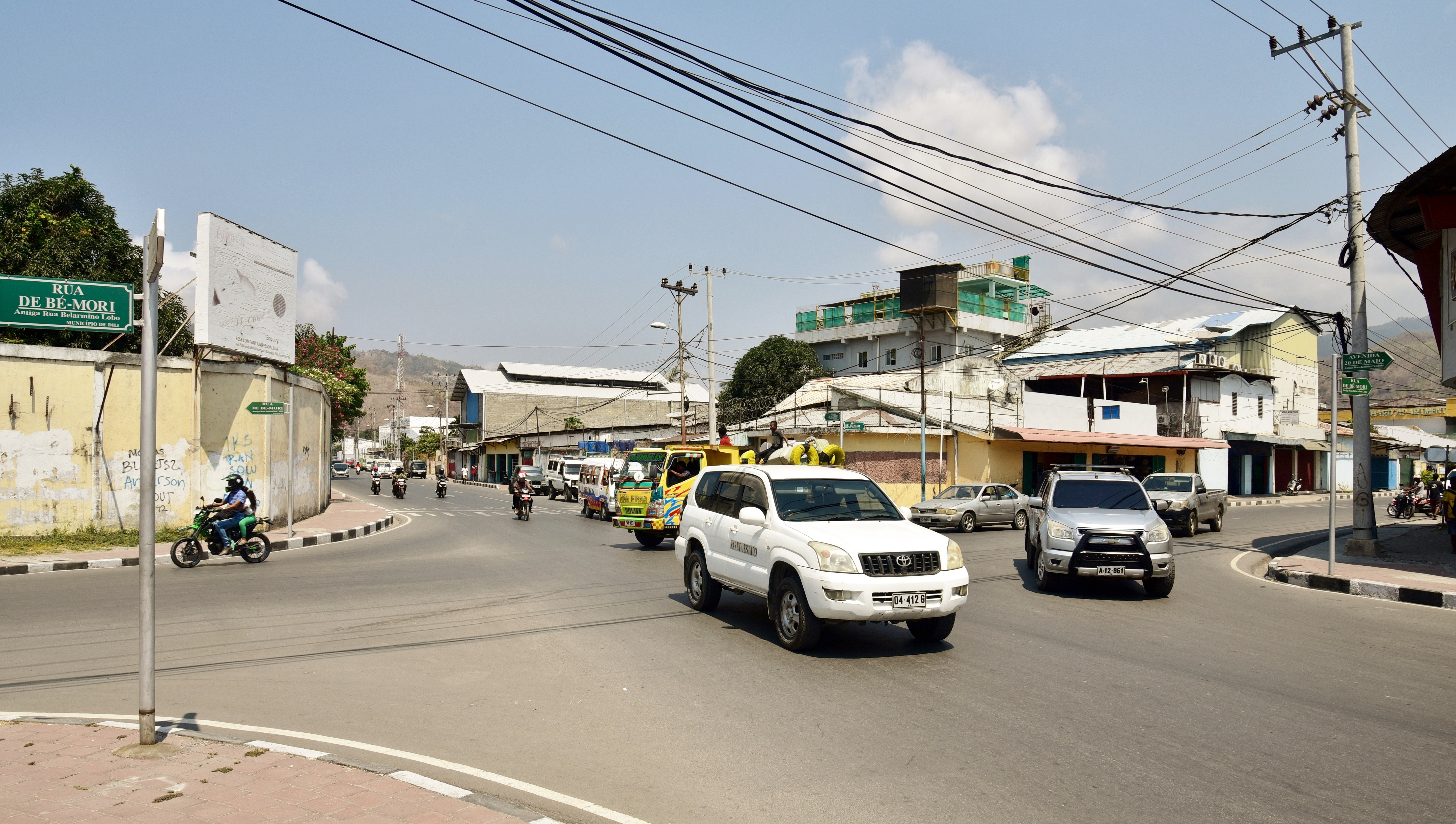
Die Kreuzung der Avenida 20 de Maio mit der Rua de Bemori in Nain Feto

Von der Front der Kathedrale von Dili führt die Avenida 20 de Maio weg nach Osten und bildet die Grenze zwischen dem Suco Colmera im Norden und Vila Verde im Süden. Nach der Avenida Mártires da Pátria liegt im Süden der Suco Caicoli. Auf der Seite Colmeras befindet sich der Sitz der Comissão Nacional de Eleições. An der Kreuzung mit der Rua de Moçambique liegt an der Nordwestecke das Justizministeriums Osttimors. Ab der Rua de Moçambique gehört auch die Nordseite der Avenida 20 de Maio zum Suco Caicoli. Das Gelände gehört zur Universidade Nasionál Timór Lorosa'e (UNTL), auf der Südseite befindet sich das Hauptquartier der Nationalpolizei Osttimors (PNTL). Weiter östlich kreuzt die Avenida Xavier do Amaral, hinter der das Verwaltungsamt Nain Feto beginnt, mit dem Suco Gricenfor auf der Nordseite und dem Suco Santa Cruz auf der Südseite. Vom Norden kommt die Rua de Bé Fonte. An der Nordostecke liegt der Fußballplatz Kampo Demokrasia des Xanana Gusmão Sportzentrums. Gegenüber mündet die Rua Santa Cruz in die Avenida 20 de Maio, danach kreuzen die Rua de Audian und die Rua de Bemori. Nach der letzten führt die Avenida 20 de Maio durch den Suco Acadiru Hun. Schließlich trifft sie auf die Avenida Dom Martinho Lopes, die parallel zum Fluss Mota Bidau verläuft. Hier, gegenüber dem Hospital Nacional Guido Valadares endet die Avenida 20 de Maio.